# 曲江区
曲江区是中国广东省韶关市下辖的一个市辖区，地處粵北中部、北江上游，東臨始興縣，西至乳源瑤族自治縣，南接翁源縣、英德縣，北毗湞江區、武江區、仁化縣，區人民政府駐府前中路6號。
曲江区政府驻地马坝镇东南4公里的南华寺是中国著名的寺院之一，被誉为禅宗祖庭；马坝镇的西南3公里处有一处早期人类遗址——马坝人遗址。

## 名称由来
因後人釋以轄區境內“江流回曲，因以為名”，故而得名曲江。

## 历史
曲江的历史悠久，13万年前人类祖先“马坝人”就在这片土地上繁衍生息之地，也是“石峡文化”的发祥地。
- 汉武帝元鼎六年（前111年）置县，治所在今韶关市区。
- 1966年春，曲江县治所从现在的韶关市区迁到马坝镇。
- 2004年8月，曲江县撤县设区，结束了曲江2100多年的县治历史。设区后，原曲江县一分为四：大桥、周田、黄坑三镇划入仁化县；犁市、花坪两镇划入到浈江区；龙归、重阳、凤田三镇划入武江区；其余十个镇保留在曲江区。

## 交通
曲江区境内有京广铁路、 京港澳高速、 106国道、 323国道等贯穿而过。

## 行政区划
曲江区下辖1个街道办事处、9个镇：
松山街道、马坝镇、大塘镇、枫湾镇、小坑镇、沙溪镇、乌石镇、樟市镇、白土镇和罗坑镇。

## 人口
2021年，曲江區户籍人口31.19萬人，其中，城鎮人口16.30萬人，户籍人口城鎮化率52.28%。常住人口29.06萬人。

## 气候特点
曲江区气候有明显的温热和干冷季，属中亚热带季风气候区，年平均气温为20.1℃，年平均降雨量1640毫米，年平均无霜期309天。

## 物产资源
马坝油粘米，樟市红瓜籽，罗坑冬菇。

## 文化
- 采茶剧

## 風景名勝
- 南华寺、马坝人遗址